# Xã Center, Quận Winnebago, Iowa
Xã Center (tiếng Anh: Center Township) là một xã thuộc quận Winnebago, tiểu bang Iowa, Hoa Kỳ. Năm 2010, dân số của xã này là 2.470 người.